# ハンス・メーゼル
ハンス・カール・メーゼル（Hans Karl Möser, 1906年4月7日 - 1948年11月26日）は、ドイツの軍人。ナチス・ドイツの時代、親衛隊の将校としてノイエンガンメ強制収容所、アウシュヴィッツ強制収容所、ミッテルバウ＝ドーラ強制収容所に勤務した。最終階級は親衛隊中尉。メーザーとも表記。
敗戦後、戦犯としてダッハウ・ドーラ裁判において裁かれた。彼は同裁判で起訴された被告19人のうち唯一死刑判決を受け、1948年にランツベルク戦犯収容所にて絞首刑に処された。

## 経歴
1906年、ヘッセン大公国ダルムシュタットにて生を受ける。元々は貿易商（Kaufmann）として働いていた。1929年10月、国家社会主義ドイツ労働者党（NSDAP, ナチ党）に入党（党員番号155,301）。1931年7月、親衛隊に入隊（隊員番号9,555）。1940年7月から新設されたヒンツァートSS特別収容所に勤務し、その後ノイエンガンメ強制収容所での看守勤務に移った。1943年5月から1943年10月までアウシュヴィッツ第3強制収容所モノヴィッツの「ブナ」看守大隊（Wachbataillons „Buna“）にて中隊長を務める。同大隊はIGファルベン社が収容所内で運営していたブナ製作所（Buna Werke）の警護を担っていたその後は1944年4月末までアウシュヴィッツ第1強制収容所の看守部隊にて中隊長勤務を続けた。
同年5月1日からミッテルバウ＝ドーラ強制収容所にて看守長（Schutzhaftlagerführer）代理を、1944年7月から看守長を務めた。メーゼルはこの頃から後の裁判で取り上げられる残虐行為に手を染めるようになった。例えば収容者を絞首刑に処す際、彼は収容者が息絶える直前に苦しみを長引かせようとわざと縄を切ることもあったという。1945年2月、赤軍の接近を受け、アウシュヴィッツ収容所の幹部職員らがミッテルバウ＝ドーラ収容所へと脱出した。以後、ミッテルバウ＝ドーラ収容所はリヒャルト・ベーア所長を始めとする元アウシュヴィッツ収容所幹部によって運営されることとなり、看守長もアウシュヴィッツで同職を務めていたフランツ・ヘスラーに交代した。メーゼルはヘスラーの元で再び看守長代理を務めた。
同年4月5日、米第3機甲師団の接近を受け、ミッテルバウ＝ドーラ収容所からの脱出が始まった。メーゼルはノイエンガンメ強制収容所へ向けた収容者およそ3,000人の鉄道輸送に携わった。しかし、戦況を鑑みて鉄道がラーフェンスブリュック強制収容所での作業に転用されたため、移送作戦の最終段階においては、いわゆる「死の行進」が行われた。

## 裁判

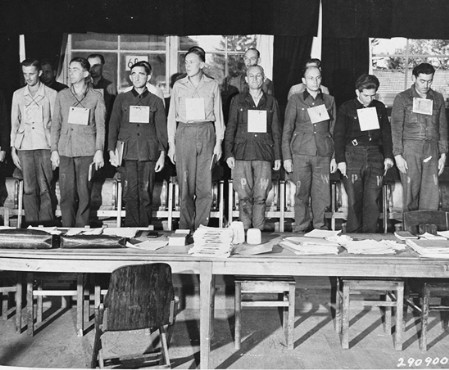
ダッハウ・ドーラ裁判で起訴された被告の一部。右から3番目がメーゼル

メーゼルは敗戦直前に逮捕された。1945年6月に実施された連合国軍によるミッテルバウ＝ドーラ収容所の調査終了後、メーゼルはダッハウ裁判の一環として設置されたダッハウ・ドーラ裁判にて19人の被告の1人として起訴された。裁判は1947年8月7日から同年12月30日まで続いた。この中でメーゼルが収容者の絞首に立ち会っていたこと、脱走を試みた収容者を自らの手で射殺していたことが明らかになった。また、ミッテルバウ＝ドーラ収容所脱出に伴う死の行進もメーゼルに責任があるとされた。裁判の中で彼は次のように語った。
おれが人を撃つのは、あんたがたが鹿を撃つのと同じやり方、同じ面白さだよ。SSに入隊して以来、最初の3人を射殺した時は3日間何を食ってもろくな味がしなかったものだが、今ではそれが面白いのさ。おれにとっての喜びだよ。
メーゼルはダッハウ・ドーラ裁判の被告の中で唯一死刑判決を受けた。控訴の後、1948年11月26日にランツベルク戦犯収容所にて絞首刑に処された。